# Hanah Lahe
Hanah Lahe (ur. 8 lipca 1999 w Haapsalu) – estońska aktywistka polityczna i polityczka. Od 2023 roku deputowana Zgromadzenia Państwowego Estonii.

## Życiorys

### Młodość, edukacja i kariera zawodowa
Lahe urodziła się 8 lipca 1999 w Haapsalu.
Ukończyła gimnazjum w Läänemaa w 2018 roku. W 2021 roku ukończyła studia licencjackie na Uniwersytecie Tallińskim z administracji i zarządzania. W 2024 roku ukończyła studia magisterskie na Estońskim Uniwersytecie Przyrodniczym na kierunku polityka środowiskowa i zarządzanie.
W 2019 roku pracowała jako doradczyni w banku SEB Pank, a w 2020 w LHV Pank. W latach 2021–2022 pracowała jako doradczyni kampanijna Estońskiej Partii Reform (RE), a później jako asystentka wiceprzewodniczącego Zgromadzenia Państwowego oraz jako ekspertka klubu parlamentarnego RE w Zgromadzeniu.

### Działalność polityczna
Od 2020 roku jest członkinią Estońskiej Partii Reform.
Z powodzeniem wystartowała w wyborach samorządowych w 2021 roku do rady Kristiine, zdobywając 187 głosów.
Bezskutecznie wzięła udział w wyborach parlamentarnych w Estonii w 2023 roku, zdobywając 123 głosy w okręgu wyborczym nr. 1 (obejmującym dzielnice Tallinna Haabersti, Põhja-Tallinn oraz Kristiine). Objęła jednak mandat w Zgromadzeniu Państwowym po rezygnacji Kristena Michala, który został ministrem klimatu w trzecim rzędzie Kai Kallas. W wieku 24 lat została najmłodszą parlamentarzystką w Estonii oraz jedną z dwóch poniżej trzydziestego roku życia. Zasiadła w komisji ds. środowiska oraz Komisji Spraw Europejskich.

### Pozostała działalność
Od 2021 roku jest ekspertką komisji ds. środowiska i klimatu Rady Miasta Tallinn. W latach 2021–2023 była członkinią rady Kristiine oraz przewodniczącą komisji ds. środowiska.
W 2024 roku została stypendystką Obama Foundation. Jest ambasadorką Europejskiego Zielonego Ładu.

### Życie prywatne
Mówi w języku estońskim oraz języku angielskim.